# IC 5014
IC 5014 је лентикуларна галаксија у сазвјежђу Паун која се налази на листи објеката дубоког неба у Индекс каталогу.
Деклинација објекта је - 73° 27' 9" а ректасцензија 20h 35m 15,6s. Привидна величина (магнитуда) објекта IC 5014 износи 13,4 а фотографска магнитуда 14,4. IC 5014 је још познат и под ознакама ESO 47-2, AM 2029-733, IRAS 20296-7337, PGC 65015.